# 위키미디어 재단
위키미디어 재단(영어: Wikimedia Foundation, WMF)은 위키백과 같은 각종 위키 관련 사이트를 관리하는 비영리 단체이다. 위키미디어 재단은 2003년 6월 20일 지미 웨일스가 미국 플로리다주 세인트피터즈버그에서 설립하였다. 플로리다주의 법률에 의하여 조직되었고, 2007년에 본사를 캘리포니아주 샌프란시스코로 옮겼다.

## 재단의 설립 목적
위키미디어 재단은 미국 내국 조세법 501조 c항 3호에 의하여 공공 자선 단체로 지정되었다. 정관에 재단의 목적은 교육적 콘텐츠를 수집, 개발하고 그것을 효과적으로 전 세계에 전파하는 것이라 하고 있으며, 자유 저작물과 위키를 기반으로 한 프로젝트를 개발, 유지하고, 이러한 프로젝트 콘텐츠의 전체를 무료로 대중에게 제공하는 것을 사업으로 하고 있다.

## 재단의 운영
2001년 인터넷 사업가인 지미 웨일스와 소프트웨어 개발자인 래리 생어는 인터넷 백과사전인 위키백과를 설립하였다. 위키백과는 원래 지미 웨일스의 영리 사업인 보미스(Bomis)의 재정 지원을 받아 운영되었다. 위키백과가 보미스로부터의 재원을 고갈시키자 웨일스와 생어는 프로젝트의 재원을 마련하기 위하여 자선 사업 모델을 떠올렸다. 2003년 6월 20일에 위키백과와 누피이어를 기반으로 하는 위키미디어 재단이 창립되었고 2005년 미국 국세청이 재단을 “성인, 계속 교육”(Adult, Continuing education) 항목의 교육 재단으로 승인하였으며 이는 재단에 대한 기부는 세금이 공제됨을 의미한다.

### 재단 이사회

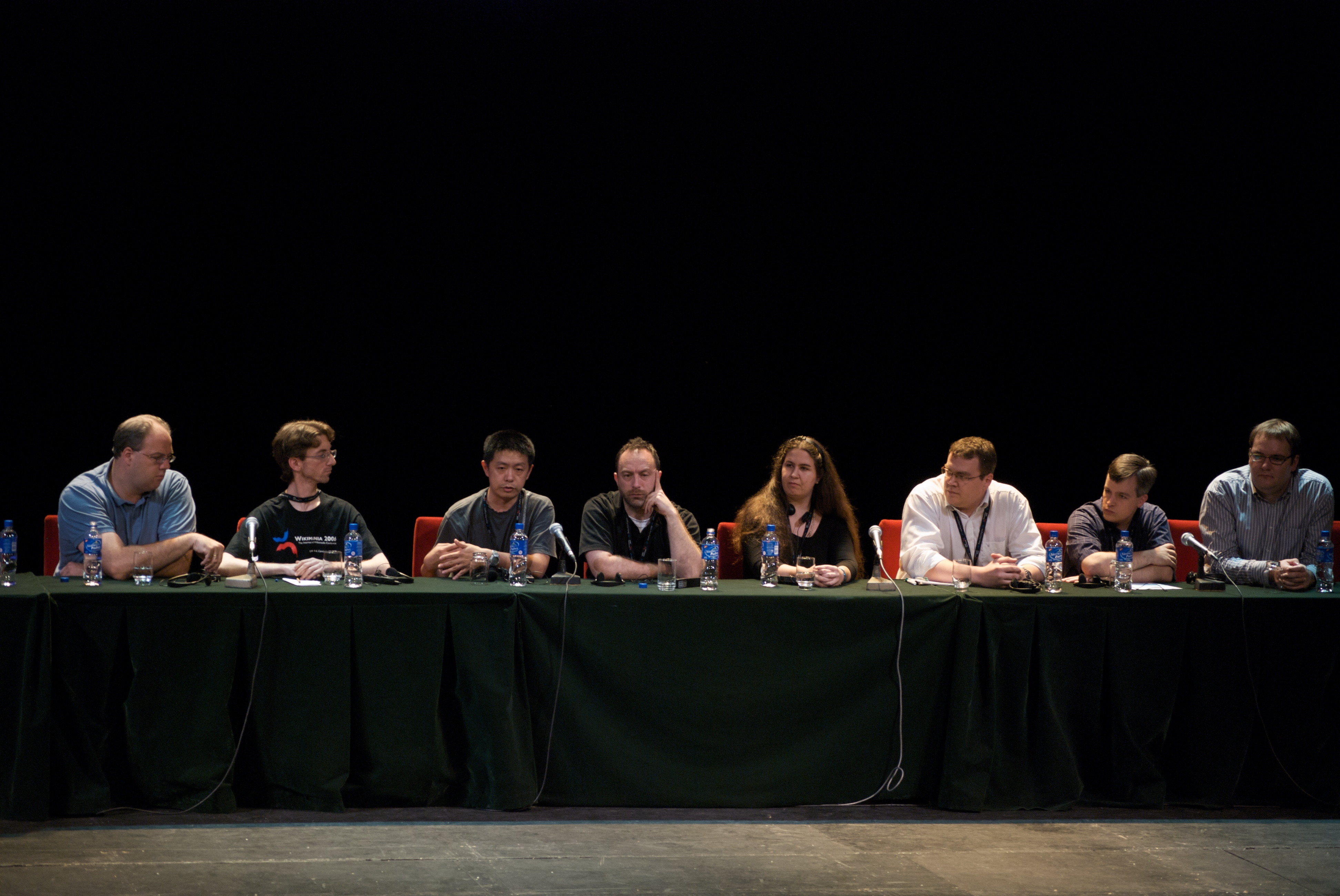
아르헨티나 부에노스아이레스에서 열린 위키매니아 2009에 참석한 재단 이사회 이사들

위키미디어 재단의 이사회(Board of Trustees)의 이사는 다음과 같다.
- 파트리치오 로렌테
- 앨리스 위갠드
- 프리다 브리오스키
- 다리우시 예밀니아크 박사
- 가이 가와사키
- 데니 브란데치치 박사
- 얀바르트 더프레이더
- 지미 웨일스
- 스튜 웨스트

### 고문 현황
위키미디어 재단의 고문(Advisory Board)으로 위촉된 사람은 다음과 같다.
- 워드 커닝햄
- 플로랑스 드부아르
- 멀리사 헤이그먼(Melissa Hagemann)
- 맷 핼프린
- 벤저민 마코 힐
- 이토 미즈코
- 미치 커푸어
- 베로니크 케슬러
- 니루 코슬라(Neeru Khosla)
- 테무 레이노넨
- 은란라 마바소(Nhlanhla Mabaso)
- 리베카 매키넌
- 웨인 매킨타시
- 로저 맥너미(Roger McNamee)
- 도마스 미투자스(Domas Mituzas)
- 트레버 닐슨
- 크레이그 뉴마크
- 배리 뉴스테드
- 아찰 프라발라(Achal Prabhala)
- 마이클 스노
- 왕징
- 제서민 웨스트
- 이선 저커먼

## 위키미디어 프로젝트
위키데이터, 위키뉴스, 미디어위키 위키를 제외한 위키미디어 재단의 모든 프로젝트는 크리에이티브 커먼즈의 저작자표시-동일조건변경허락 4.0(CC BY-SA 4.0) 라이선스로 배포되고 있다.

### 주요 프로젝트 목록
| 로고 | 이름                  | URL                     | 창설                                                | 종류                                   | 언어판 수                |
| ---- | --------------------- | ----------------------- | --------------------------------------------------- | -------------------------------------- | ------------------------ |
|      | 위키백과              | wikipedia.org           | 2001년 1월 15일                                     | 백과사전                               | 286개의 언어             |
|      | 위키낱말사전          | wiktionary.org          | 2002년 12월 12일                                    | 사전 · 시소러스                        | 172개의 언어             |
|      | 위키책                | wikibooks.org           | 2003년 7월 19일                                     | 교육용 텍스트 · 학습용 소재            | 121개의 언어             |
|      | 위키뉴스              | wikinews.org            | 2004년 11월 8일                                     | 뉴스의 제공                            | 33개의 언어              |
|      | 위키인용집            | wikiquote.org           | 2003년 7월 10일                                     | 인용 모음집                            | 89개의 언어              |
|      | 위키문헌              | wikisource.org          | 2003년 11월 24일                                    | 저작권 자유 문서의 수집 · 번역         | 64개의 언어              |
|      | 위키배움터            | wikiversity.org         | 2006년 8월 15일                                     | 교육 · 연구용 소재                     | 15개의 언어              |
|      | 위키여행              | wikivoyage.org          | 2006년 12월 10일 (2013년 1월 15일부터 WMF 프로젝트) | 여행 가이드                            | 15개의 언어              |
|      | 위키미디어 공용       | commons.wikimedia.org   | 2004년 9월 7일                                      | 미디어 파일의 수집용                   | 1개의 판을 다언어로 운영 |
|      | 위키미디어 인큐베이터 | incubator.wikimedia.org | 2006년 6월 2일                                      | 새로운 언어판의 프로젝트의 시험 · 개발 | 1개의 판을 다언어로 운영 |
|      | 메타위키              | meta.wikimedia.org      | 2001년 11월 9일                                     | 위키미디어 프로젝트에 대한 토론의 장   | 1개의 판을 다언어로 운영 |
|      | 위키생물종            | species.wikimedia.org   | 2004년 9월 14일                                     | 생물 분류 목록                         | 1개의 판을 다언어로 운영 |
|      | 위키데이터            | wikidata.org            | 2012년 10월 30일                                    | 지식 데이터베이스                      | 1개의 판을 다언어로 운영 |
|      | 위키마니아            | wikimania.wikimedia.org | 2005년 8월 4일                                      | 위키마니아의 회의                      | 1 (각년)                 |